# Chthonic
Chthonic, parfois stylisé ChthoniC ou ChThoniC, est un groupe taïwanais de black metal symphonique, originaire de Taipei. Signé chez Spinefarm Records, ce groupe compte un total de neuf albums studios.
Chthonic est l'un des principaux groupes représentant la scène metal asiatique et possédant une notoriété internationale. Ils ont notamment tourné plusieurs fois en Europe et aux États-Unis (notamment aux côtés d'Arch Enemy). Le groupe est reconnu sur sa capacité à intégrer de nombreux instrument traditionnels asiatiques à leurs compositions, tels que l'erhu ou la sitar. Après que Freddy Lim, le vocaliste du groupe, ait rendu visite au 14e dalaï-lama à Dharamsala au début de 2009, Chthonic décida de participer au Tibetan Freedom Concert en juillet de la même année à Taipei.
Chthonic est nommé meilleur artiste international en 2009 aux Tibetan Music Awards. En janvier 2016, Freddy Lim, leader du groupe, remporte les élections législatives à Taïwan.

## Histoire

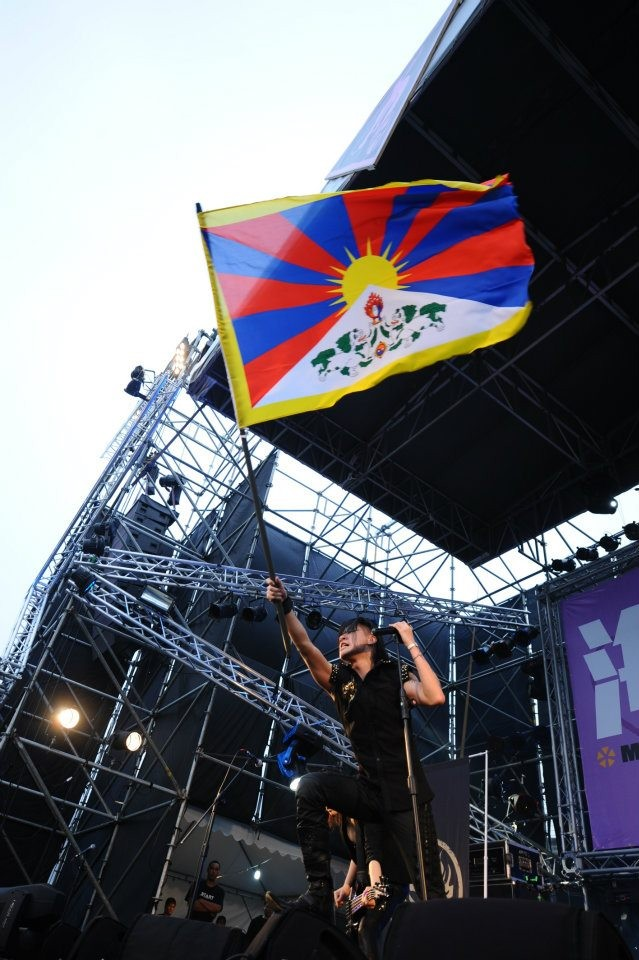
Freddy Lim forme le groupe en 1995. Il est également directeur d'Amnesty International Taiwan entre 2010 et 2014.

### Formation (1995–1998)
Chthonic est formé en 1995, et le nom du groupe, « Chthonic », est un terme grec ancien désignant « la terre ». En Asie, le terme est prononcé thonic. Les premiers membres sont Freddy Lim, accompagné de camarades lycéens. Le groupe effectue plusieurs changements de formation avant la publication de son premier album en 1998. À cette période, la formation se centre autour de Freddy Lim au chant et à l'erhu, Zac Chang à la guitare, Xiao-Yu à la basse, Xiao-Wang à la batterie, et Ambrosia aux clavier et aux chœurs. Chthonic se popularise modérément sur la scène metal taïwanaise. Ils jouent au club Vibe de Taipei et dans certains festivals comme le Spring Scream. Ils publient leur premier single 深耕 au début de 1998.
À ses débuts, Chthonic s'essayent à différents genres de heavy metal. Lim effectue un chant clair dans 海息 ; dans la chanson 深耕 catégorisé power metal, tandis que 母島解體登基 est catégorisé black metal. Le claviérise Ambrosia chantait également. Au début, Lim écrivait les chansons en taïwanais, en chinois classique et mandarin.

### Succès en Asie (1998–2002)
Le premier album de Chthonic, Where the Ancestors' Souls Gathered (祖靈之流), est publié à la fin de 1998. Le groupe publie l'album en indépendant, et atteint la deuxième place des classements pop Tower Records en Asie. En 1999, Zac, Xiao-Yu, et Xiao-Wang quittent le groupe et sont remplacés par Jesse Liu, Doris Yeh, et AJ Tsai respectivement. Le groupe publie son deuxième album, 9th Empyrean (靈魄之界), à la fin de 1999 ; l'album est publié à Taiwan par le label Crystal Records en 2000. Il atteint la première place des classements pop Tower Records en Asie. L'album s'oriente vers un style black metal symphonique. La chanson Guard the Isle Eternally (永固邦稷) est la première de Chthonic à mêler mélodies asiatiques et black metal.
En 2000, Chthonic participe au Fuji Rock Festival, l'un des plus grands festivals de rock au Japon, et se lancent dans une première tournée internationale au Japon, à Hong Kong, en Malaisie, et à Singapour.
À Hong Kong, ils signent avec Catalyst Action Records, et son distribués par Japon par Soundholic.
En 2001, le claviériste Ambrosia quitte le groupe et est remplacé par Vivien Chen. Chthonic enregistre ensuite son troisième album Relentless Recurrence au Danemark et publié à Taïwan par Crystal Records en 2002. Relentless Recurrence est aussi le premier album de Chthonic entièrement en taïwanais. En 2002, le groupe achève sa deuxième tournée à l'international et joue au vieux stadium de la National Taiwan University.

### Succès en Occident (2002–2008)
En 2002, Chthonic signe avec le label Nightfall Records aux États-Unis, et publie une version en anglais de 9th Empyrean en Amérique du Nord. En 2002 toujours, le groupe joue dans des festivals aux États-Unis, au Japon, et à Hong Kong ; et tourne avec le groupe de black metal suédois Dark Funeral. À la fin de 2002, le claviériste Vivien quitte le groupe et est remplacé par Luis Wei. En 2003, le groupe publie le single Satan's Horns, utilisé dans la bande-son dans la version taïwanaise du film Freddy vs. Jason. En 2003, ils remportent le Best Band Award à la Taiwan Golden Melodies Award Ceremony.
En 2004, Alexia Lee remplace Luis Wei au clavier et Dani Wang remplace AJ Tsai à la batterie. En 2005, le groupe publie son quatrième album, Seediq Bale, qui se base sur l'incident de Wushe.
Après la publication de Seediq Bale, la claviériste Alexia quitte le groupe et est remplacée par CJ Kao ; Su-nong se joint ensuite au groupe. Au début de 2006, Chthonic tient un concert A Decade on the Throne au Huashan Culture Park de Taipei. Pour célébrer sa dixième année d'existence, le groupe publie un DVD du concert, une compilation intitulée Pandemonium, et un ouvrage appelé CHTHONIC Dynasty (閃靈王朝) via Eurasian Books. Seediq Bale (version anglaise) est publiée en 2006 et 2007 dans plusieurs pays ; au Japon, elle est publiée par Howling Bull, en Amérique du Nord par Megaforce Records, et en Europe par SPV Records. Le magazine Revolver cite Chthonic comme « le groupe à surveiller » et l' Alternative Vision d'Angleterre les récompense de « meilleur groupe du mois ».
En 2007, Chthonic participe au Ozzfest de 2007. le groupe surnomme cette tournée UNlimited Taiwan Tour du fait que les États-Unis ne reconnaissent pas l'indépendance de Taiwan. Cette manifestation symbolique est diffusée par des médias américains comme notamment ABC, New York Times, Los Angeles Times, et Washington Post,,,. Cette année, ils tournent avec Nile, Dååth, Obituary, Cradle of Filth, Marduk, Ensiferum, et 3 Inches of Blood dans plusieurs pays européens.

### Derniers événements (depuis 2008)
Chthonic publie l'album Mirror of Retribution en 2009 au label Spinefarm Records, produit par le guitariste d'Anthrax Rob Caggiano. Mirror of Retribution s'inspire du massacre 228 et fait participer Sandee Chan et Francine Boucher du groupe Echoes of Eternity. L'album est publié en taïwanais et anglais. Le magazine britannique Kerrang! considère l'album comme un top, et Freddy Lim apparaît en couverture du magazine Terrorizer.

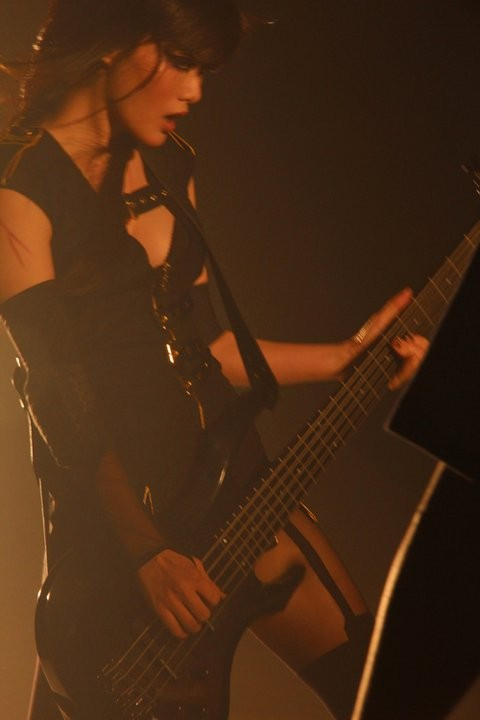
Doris Yeh se joint à Chthonic comme bassiste en 1999 et apparait en couverture du magazine FHM en novembre 2008 et en juin 2012.

À cette période, la bassiste Doris Yeh devient la porte-parole et manager du groupe. Yeh gagne depuis en popularité et plusieurs magazines tels que Monocle au Royaume-Uni, Metropolis au Japon, et Cacao à Taiwan, parlent d'elle. Yeh est reconnue comme mannequin et sex-symbol, apparaissant en couverture du magazine taïwanais Body, et régulièrement sélectionnée comme la femme la plus sexy de l'industrie musicale par Revolver et le magazine taïwanais FHM.
Su-nong quitte le groupe en 2009, et Lim le remplace. Leur sixième album, Takasago Army, est publié au label Spinefarm Records en 2011, qui fait participer Yu Tien et Chan Yawen, et le musicien Pitero Wukah. Doris Yeh explique que la définition asiatique du heavy metal, que ce soit black metal ou death metal, n'identifie pas facilement le style de Chthonic's ; le groupe décide alors d'emprunter le terme de « metal oriental » pour définir sa musique. Takasago Army atteint la 109e place de l'Oricon japonais. L'album est cité par plusieurs magazines comme Revolver, Terrorizer, et Metal Hammer, et nommé meilleur album de black metal mélodique par le webzine Metal Storm.
Le 29 juin 2016, Freddy Lim annonce un nouvel EP du groupe pour 2017, ainsi qu'un film inspiré du groupe.
Le 12 octobre 2018, le groupe publie son neuvième album studio, Battlefields of Asura. Il est dédié aux premiers activistes taïwanais ayant œuvré pour plus de modernité dans les années 1920. Il voit notamment la participation de la chanteuse hongkongaise Denise Ho ou bien le chanteur de Lamb of God Randy Blythe.

## Membres

### Membres actuels
- Freddy Lim, « Left Face of Maradou » – chant, erhu (depuis 1995)
- Doris Yeh, « Thunder Tears » – basse, chœurs (depuis 1995)
- Jesse Liu, « The Infernal » – guitare, chœurs (depuis 2000)
- Dani Wang, « Azathothian Hands » – batterie (depuis 2005)
- CJ Kao, « Dispersed Fingers » – clavier, synthétiseur (depuis 2005)

### Anciens membres
- Ellis – guitare (1995–1998)
- Zac Chang – guitare (1998–1999)
- Null – guitare (1999–2000)
- Man 6 – basse (1995–1996)
- Xiao-Yu – basse (1996–1999)
- Terry – batterie (1995–1997)
- Xiao-Wang – batterie (1997–1999)
- A-Jay – batterie (1999–2004)
- Ambrosia – clavier (1995–2001)
- Vivien Chen – clavier (2001–2002)
- Sheryl – clavier (2002–2003)
- Luis Wei – clavier, chœurs (2003–2004)
- Alexia – clavier (2004–2005)
- Su-nong, « The Bloody String » – erhu (2005–2008)

## Vidéographie
- Progeny of Rmdax tasing (2005)
- Onset of Tragedy (2006)
- Forty-Nine Theurgy Chains (2009)
- Takao (2011)
- Broken Jade (2011)
- Quell the Souls in Sing Ling Temple (2011)
- Defenders of Bù-Tik Palace (2013)
- Sail into the Sunset's Fire (2013)
- Supreme Pain for the Tyrants (2013)